# Claus Nolte-Ernsting

Claus Nolte-Ernsting (2016)

Claus Nolte-Ernsting (* 13. Januar 1966 in Dortmund) ist ein deutscher Radiologe. Er ist Chefarzt der Kliniken für Diagnostische und Interventionelle Radiologie am Evangelischen Krankenhaus Mülheim an der Ruhr und am Evangelischen Krankenhaus Oberhausen. Er ist außerplanmäßiger Professor für Radiologie der Heinrich-Heine-Universität Düsseldorf. Seine besonderen klinischen Schwerpunkte liegen in der Diagnostik und minimalinvasiven Therapie von Gefäßerkrankungen und Tumorleiden.

## Leben
Claus Nolte-Ernsting studierte von 1986 bis 1993 Humanmedizin an der RWTH Aachen. Die Arbeiten zu seiner Dissertation zu dem Thema Magnetresonanztomographie experimenteller Gonarthrosen waren 1991 mit einem Studienaufenthalt an der University of California, San Diego verbunden. Nach dem Staatsexsamen war er bis 1995 Arzt im Praktikum im Bereich der Kardiologie und Pulmonologie am städtischen Krankenhaus Düren tätig. 
1995 wurde er an der RWTH Aachen zum Dr. med. promoviert. Von 1995 bis 2001 war er Assistenzarzt bei Rolf W. Günther in der Klinik für radiologische Diagnostik des Universitätsklinikums der RWTH Aachen. In den Jahren 1997/98 war er im klinikeigenen Forschungslaboratorium intensiv mit klinischen und experimentellen Arbeiten zur MR-Tomographie befasst. Die Ernennung zum Facharzt erfolgte 2000, und von 2001 bis 2002 war er Oberarzt der Klinik für radiologische Diagnostik der RWTH Aachen. Im selben Jahr erfolgte die Habilitation an der Medizinischen Fakultät der RWTH Aachen, verbunden mit der Verleihung der Venia legendi. Die Habilitationsschrift verfasste er zum Thema Diagnostische und Interventionelle MR-Tomographie der ableitenden Harnwege.
Im Jahr 2002 wechselte Nolte-Ernsting als Oberarzt zu Gerhard Adam an die Klinik für Diagnostische und Interventionelle Radiologie des Universitätsklinikums Hamburg-Eppendorf. Ab 2003 war er als leitender Oberarzt und Stellvertreter des Klinikdirektors tätig, verbunden mit einer Berufung auf eine C3-Universitätsprofessur am Universitätsklinikum Hamburg-Eppendorf. 2005 absolvierte er eine betriebswirtschaftliche Managementqualifizierung für Ärztinnen und Ärzte an der Hamburger Universität für Wirtschaft und Politik. Ab 2006 war er zusätzlich als Leitender radiologischer Oberarzt des Funktionsbereiches PET-CT eingesetzt. 
2008 wechselte er auf die Position des Chefarztes der Klinik für Diagnostische und Interventionelle Radiologie am Evangelischen Krankenhaus Mülheim an der Ruhr. Im Jahr 2010 erfolgte der Wechsel des Lehrauftrages an die Heinrich-Heine-Universität Düsseldorf, verbunden mit der Umhabilitation an die dortige Medizinische Fakultät. Seit 2010 ist er am Universitätsklinikum Düsseldorf als außerplanmäßiger Professor für Radiologie tätig. Im Januar 2022 übernahm er zusätzlich die Chefarztposition der Klinik für Diagnostische und Interventionelle Radiologie am Evangelischen Krankenhaus Oberhausen.
Schwerpunkte seiner heutigen klinischen Tätigkeiten sind die nichtinvasive Diagnostik von Herz- und Gefäßkrankheiten, die onkologische Radiologie und insbesondere die interventionell-radiologische Angiographie und Kathetertherapie in Blutgefäßen der Extremitäten und Bauchorgane. Ein weiterer Schwerpunkt liegt in der minimal-invasiven, bildgesteuerten Behandlung von Tumorerkrankungen mittels Thermoablationsverfahren (z. B. Radiofrequenz, Mikrowellentechnik). Nolte-Ernsting nahm in den vergangenen Jahren an zahlreichen nationalen und internationalen klinischen Forschungsstudien zur Katheterbehandlung der arteriellen Verschlusskrankheit teil, darunter Studien zur endovaskulären Stoßwellentherapie und Atherektomie von stark verkalkten Gefäßeinengungen. 
Nolte-Ernsting ist Mitglied  nationaler wie internationaler wissenschaftlicher Vereinigungen in der Radiologie und Gefäßmedizin und seit 2013 Fellow der Cardiovascular and Interventional Radiological Society of Europe (CIRSE). Er ist Autor diverser wissenschaftlicher Artikel und Mitglied im Redaktionskomitee der deutschen Fachzeitschrift für medizinische Radiologie RöFo: Fortschritte auf dem Gebiet der Röntgenstrahlen und der bildgebenden Verfahren.

## Publikationen mit Co-Autoren (Auswahl)
- Contrast-enhanced magnetic resonance urography: First experimental results with a polymeric gadolinium bloodpool agent. In: Invest Radiol. Band 32, 1997, S. 418–423.
- Gadolinium-enhanced excretory MR urography after low-dose diuretic injection: Comparison with conventional excretory urography. In: Radiology. Band 209, 1998, S. 147–157.
- Multi-slice CT urography after diuretic injection: initial results. In: Fortschr Röntgenstr. Band 173, 2001, S. 176–180.
- MR Urography. In: S. Morcos, R. H. Cohan (Hrsg.): New Techniques in Uroradiology. Taylor & Francis, 2006, ISBN 0-429-11463-X.
- In vivo Magnetic Resonance Imaging of iron-oxide labeled, arterially-injected mesenchymal stem cells in kidneys of rats with acute ischemic kidney Injury: detection and monitoring at 3T. In: J Magn Reson Imaging. Band 25, 2007, S. 1179–1191.
- Kidneys – Excretory system. In: N. Gourtsoyiannis (Hrsg.): Clinical MRI of the abdomen. Springer, 2011, ISBN 978-3-540-85688-7.
- Post-biopsy arteriovenous fistula in transplant kidney: treatment with superselective transcatheter embolization. In: Eur J Radiol. Band 81, 2012, S. 721–726.
- Effectiveness of the Pulsar-18 self-expanding stent with optional drug-coated balloon angioplasty in the treatment of femoropopliteal lesions - the BIOFLEX PEACE All-Comers Registry. In: Vasa. Band 48, 2019, S. 425–432.
- Intravascular Lithotripsy for Peripheral Artery Calcification: 30-Day Outcomes From the Randomized Disrupt PAD III Trial. In: JACC Cardiovasc Interv. Band 14, 2021, S. 1352–1361.
- Directional atherectomy before paclitaxel coated balloon angioplasty in complex femoropopliteal disease: The VIVA REALITY study. In: Catheter Cardiovasc Interv. Band 98, 2021, S. 549–558.
- Embolization of Type 2 Endoleaks in the Abdominal Aorta Using Ethylene Vinyl Alcohol Copolymer. In: Fortschr Röntgenstr. Band 193, 2021, S. 1426–1435.